# Libertad (Sucre)
Libertad es un centro poblado del departamento de Sucre (Colombia), bajo jurisdicción del municipio de San Onofre. Se encuentra entre colinas y cerca al litoral Caribe, a una distancia de 28 km de la cabecera municipal.

## Propuesta de elevación a municipalidad
De hace varios años existe una propuesta para la creación de un nuevo municipio colombiano en el departamento de Sucre entre los habitantes de los centros poblados de Arroyo Seco, Barrancas, Boca Cerrada, Buenaventura, Cerro de Las Casas, Labarcé, Pajonal, Palacios, Pisisí, Sabanetica, San Antonio,  Plan Parejo y como cabecera municipal: Libertad, del cual este último llevaría el nombre de esta nueva municipalidad. Se desprendería del municipio de San Onofre.

## Historia
Este centro poblado afrocolombiano tiene una historia cultural profunda que varios mayores de la comunidad dicen data de comienzos del siglo XVII, cuando grupos de cimarrones (colonos negros libres que se habían escapado de Cartagena durante las revueltas de esclavos) fundaron sus propios pueblos libres en la zona. Estos asentamientos proliferaron y luego fueron llamados palenques. La historia de este temprano asentamiento afrocolombiano en la región arroja luces sobre cómo las prácticas culturales afrocolombianas se han desarrollado y adaptado por siglos.
Libertad fue fundado en 1933 por un grupo de campesinos afrocolombianos sin tierra, quienes invadieron terrenos baldíos que habían sido previamente reclamados por familias terratenientes.
El 1 de junio de 2000, un grupo de paramilitares del bloque Montes de María asesinaron a cinco campesinos del centro poblado Libertad (Sucre) en el municipio de San Onofre. Los ‘paras’ tumbaron las puertas e ingresaron a las viviendas de las víctimas, los obligaron a salir de sus casas, las maniataron, los tendieron boca abajo y les dispararon.

## Economía
Desde su fundación, Libertad ha sido un pueblo agricultor, produciendo y exportando arroz, coco, maíz, yuca, ñame, ajonjolí, plátano, caña de azúcar, limón y productos lácteos, entre otros. Anteriormente, los campesinos navegaban en veleros hasta Cartagena para vender sus productos en el mercado de Bazurto. Hoy en día, transportan sus productos en bus o camión a los mercados regionales en San Onofre, Sincelejo y Cartagena.

## Demografía
Tiene una población de 5.000 habitantes.